# الوطن (جريدة مصرية)
الوطن هي بوابة إلكترونية يومية شاملة، تصدر عن شركة المستقبل للنشر والتوزيع والصحافة، وهي الشركة الناشرة لصحيفة الوطن المطبوعة يومياً.
تمزج بوابة الوطن بين الأخبار العاجلة والتقارير والتحليلات السياسية ومقالات كبار الكتاب، جنبا إلي جنب مع الخدمات والترفيه، حرصا علي إرضاء جمهورها بتنوع اهتماماته في مصر والوطن العربي، ومتحدثي العربية حول العالم. بجانب المواد الخبرية التي تتفق مع مبادئ الموضوعية وأخلاق الصحافة، تعتمد بوابة الوطن علي الابتكار والأشكال الصحفية الحديثة المعتمدة علي التفاعل وتحويل المعلومات إلي مواد جذابة بصريا، إضافة لصحافة الفيديو المميزة التي تتجاوز اللقطات الخبرية، لتنقل وجوه وصور حية من داخل الأحداث. كما تحرص بوابة الوطن أيضا علي تقديم خدمات حياتية للقراء، تساعدهم علي تسهيل حياتهم الشخصية، وقضاء حوائجهم المختلفة بأبسط وأسرع الطرق.
يرأس مجلس إدارة الوطن الكاتب الصحفي محمود مسلم، ويتولي الكاتب الصحفي مصطفى عمار رئاسة التحرير. تصدرها شركة فيوتشر الإعلامية، التي يمتلكها رجل الأعمال محمد الأمين. أسسها الكاتب مجدي الجلاد. بدأ إصدارها في مايو 2012.

## أعمال
بعد انتشار مقطع براءة المسلمين، ونشر صور كاريكاتورية للرسول محمد في أسبوعية شارلي إبدو الفرنسية، قامت جريدة الوطن بنشر عدد خاص تضمن 15 رسمًا كاريكاتوريًا في خمسة فصول اختيرت ردًا على ما جاء في المقطع والكاريكاتير الفرنسي. كما نُشرت رسوم الوطن على موقعها الإلكتروني بالإضافة إلى مقالات ترجمت إلى ثلاث لغات، كان أولها العبرية، ثم الألمانية والإنجليزية.

## وصلات خارجية
- الموقع الرسمي